# Авраамий (Лотыш)
Епи́скоп Авраа́мий (укр. Єпископ Авраамій, в миру Михаил Михайлович Лотыш, укр. Михайло Михайлович Лотиш; род. 29 апреля 1985, Узловое, Львовская область) — архиерей Православной церкви Украины, епископ Бориспольский (с 2024), викарий Киевской епархии ПЦУ. Синодом ПЦУ назначен наместником Киево-Печерской лавры.
Ранее — запрещённый в служении архимандрит Украинской православной церкви.

## Биография
Родился 29 апреля 1985 года в селе Узловое на Львовщине в семье священника Михаила Лотыша. В 1991 году семья переселилась на Черкащину.
Окончил в 2005 году Киевскую духовную семинарию, и 7 декабря 2008 года, митрополитом Черкасским и Каневским Софронием (Дмитруком) был рукоположён во диякона, а 13 декабря 2008 года, тем же архиереем, в сан иерея. В 2012 году он окончил богословское отделение КПБА при философско-теологическом факультете Черновицкого национального университета имени Юрия Федьковича, совершая своё священническое служение в Черкасской епархии УПЦ.
В 2019 году поступил в братию Киево-Печерской лавры. 5 марта 2020 года в Успенском соборе Киево-Печерской лавры митрополитом Киевским и всея Украины Онуфрием (Березовским) был пострижен в рясофор с именем Аарон в честь ветхозаветного первосвященника Аарона.
22 марта 2021 года митрополитом Вышгородским и Чернобыльским Павлом (Лебедем) пострижен в мантию с наречение имени Авраамий в честь преподобного Авраамия Трудолюбивого. Служил иеромонахом в Киево-Печерской лавре и был членом её духовного собора. 7 декабря 2021 года в храме преподобного Агапита врача Безмездного Киево-Печерской лавры возведён в достоинство архимандрита.
29 марта 2023 года перешёл из Украинской православной церкви Московского патриархата в юрисдикцию Православной церкви Украины и указом митрополита Епифания (Думенко) назначен и. о. наместника Свято-Успенской Киево-Печерской Лавры. В тот же день был запрещен в служении указом митрополита Киевского и всея Украины Онуфрия.
2 февраля 2024 года решением Священного синода Православной церкви Украины был избран епископом Бориспольским, викарием Киевской епархии ПЦУ, и назначен наместником Свято-Успенской Киево-Печерской лавры. Вечером того же дня в Трёхсвятительской надвратной церкви Свято-Михайловского Златоверхого монастыря города Киева был наречён во епископа.
3 февраля того же года в день пятой годовщины интронизации митрополита Киевского и всея Украины Епифания (Думенко) в Софийском соборе Киева был хиротонисан во епископа. Хиротонию совершили епископы ПЦУ во главе с митрополитом Епифанием (Думенко), а также митрополит Халкидонский Эммануил (Адамакис) и епископ Команский Михаил (Анищенко) из Константинопольского патриархата.